# Wonsey Rock
Der Wonsey Rock ist ein kleiner Rifffelsen im Archipel der Windmill-Inseln vor der Budd-Küste des ostantarktischen Wilkeslands. In der Gruppe der Swain-Inseln liegt er nördlich der Insel Cameron Island.
Luftaufnahmen vom Rifffelsen entstanden bei der US-amerikanischen Operation Highjump (1946–1947) sowie 1956 im Rahmen der Australian National Antarctic Research Expeditions und bei einer sowjetischen Antarktisexpedition. 1957 nahmen Wissenschaftler der Wilkes-Station unter der Leitung des US-amerikanischen Polarforschers Carl R. Eklund (1909–1962) eine Vermessung vor. Eklund benannte ihn nach Duane J. Wonsey (* 1936), Baumechaniker auf der Wilkes-Station im selben Jahr.